# Паламарчук Ольга Леонідівна
Ольга Леонідівна Паламарчук (нар. 9 травня 1951, Київ) — українська мовознавиця, фахівець у галузі слов'янського мовознавства. Професор кафедри слов'янської філології Інституту філології КНУ імені Тараса Шевченка. Кандидат філологічних наук (1977).

## Життєпис
Народилася 9 травня 1951 р. у Києві в родині мовознавця, доктора філологічних наук Леоніда Паламарчука (1922—1995). 
Закінчила відділення української філології Київського державного університету імені Тараса Шевченка та отримала диплом спеціаліста у 1973 році. З 1973 по 1974 роки навчалася в аспірантурі при кафедрі слов'янської філології Київського державного університету імені Тараса Шевченка. 
Була відряджена Міністерством освіти СРСР до Карлового університету (Прага, Чехія), де успішно закінчила при кафедрі чеської мови філософського факультету аспірантуру та у 1977 році захистила у Празі кандидатську дисертацію, отримавши науковий ступінь кандидата філологічних наук. 
З 1977 р. працює на кафедрі слов'янської філології Інституту філології Київського національного університету імені Тараса Шевченка. З 1987 стала завідувачкою кафедри. Нині обіймає посаду професора кафедри.

## Наукова діяльність
Авторка понад 150 наукових публікацій. Наукові праці з лексикології та лексикографії слов'янських мов, історії славістики, перекладознавства. 
Співавторка першої в Україні «Граматики чеської мови» (1992), монографій «Зіставне дослідження української, чеської та російської мов» (1987), «Функціонування і розвиток сучасних слов'янських мов» (1991), «Українсько-чеські паралелі в текстах і ситуаціях» (2004), «Ceska kultura: tradice a soucasnost» (2006), співукладач низки словників-«Українсько-російського словника» (2002, 2004), «Українсько-польського розмовника» (2004), «Українсько-польського словника лінгвістичної термінології» (2004), «Польсько-українського словника лінгвістичної термінології» (2005), «Українсько-болгарського словника лінгвістичної термінології» (2005), «Українсько-сербського словника лінгвістичної термінології» (2006, 2008), «Українсько-німецького словника лінгвістичної термінології» (2008), «Сербсько-українського словника лінгвістичної термінології» (2009), «Українсько-чеського словника лінгвістичної термінології» (2009). Перекладачка художньої літератури з чеської та словацької мов.
Член Українського комітету славістів. Головна редакторка збірника наукових праць «Компаративні дослідження слов'янських мов і літератур. Пам'яті академіка Леоніда Булаховського», член редколегій наукових журналів зі слов'янської філології «Rijec»(Хорватія), «Слов'янський світ».

## Джерело
- Паламарчук О.Л.
- Паламарчук